# Jeff Webster
Pour les articles homonymes, voir Webster.
Jeff Webster, né le 19 février 1971, à Pine Bluff, en Arkansas, est un ancien joueur américain de basket-ball. Il évolue au poste d'ailier fort.

## Palmarès
- Vainqueur de l'Universiade 1993
- First-team All-Big Eight Conference 1994